# Allgemeine-SS
Le Allgemeine-SS («SS generali» o «SS generiche») furono una specialità delle Schutzstaffel (SS) nazionalsocialiste. Vennero create nell'autunno 1934 e così battezzate per distinguere i suoi membri dagli appartenenti alle SS-Verfügungstruppe (in seguito ribattezzate Waffen-SS =«SS combattenti») e alle SS-Totenkopfverbände («Unità testa di morto», che espletavano il servizio di guardia nei lager).
A partire dal 1939 unità analoghe alle Allgemeine-SS, chiamate Germanische SS («SS germaniche»), vennero costituite presso le nazioni conquistate dalla Germania da elementi appartenenti a partiti filonazisti nazionali. Al fine di coordinarle, nel 1940 fu istituito un apposito ufficio, Leitstelle der Germanischen SS («Centro di coordinamento delle SS germaniche»).

## Storia

### Primi anni delle SS
Le Schutzstaffel nacquero il 4 aprile 1925 come reparto speciale delle Sturmabteilung (SA, «Squadre d'assalto»), reparto paramilitare del Partito nazionalsocialista, e ne fecero parte fino al 1926; fin dalla fondazione vennero considerate una formazione d'élite del partito.
Il compito principale delle SS era la protezione personale del Führer durante i raduni e le conferenze che egli teneva in tutta la Germania per propagandare le idee del suo movimento. Entro l'inverno 1925 le SS avevano già circa 1.000 aderenti, anche se di questi solo 200 erano membri attivi mentre i rimanenti svolgevano attività di supporto e di appoggio economico. Heinrich Himmler, che fino al 1929 fece il comandante nazionale delle SS, iniziò un percorso di potenziamento ed espansione dell'unità e cercò fin dall'inizio di sottrarre le SS dal controllo delle SA, in parte riuscendovi verso la fine del 1927. Nei primi anni le SS erano costituite da ex appartenenti ai Freikorps e cittadini insoddisfatti dell'operato della Repubblica di Weimar.
A dicembre 1929 i membri attivi arrivarono a 1.000, e le SS crebbero così rapidamente che il 29 gennaio 1930 Himmler poté prospettare al suo antico mentore comandante delle SA Ernst Röhm il raggiungimento di 2000 membri per la fine di aprile.
Un ulteriore successo delle SS sulla strada verso l'indipendenza dalle SA si deve allo stesso Hitler, che il 7 novembre 1930 affermò: «Il compito delle SS è in primo luogo la pratica del servizio di polizia interno al Partito. Nessun comandante delle SA è autorizzato a dare istruzioni alle SS!». Così l'unica autorità riconosciuta da tutte le parti in causa avallò la posizione di Himmler e di fatto rese indipendenti le SS dalle SA.

## Formazione e compiti delle «Allgemeine-SS»
Dopo l'ascesa al potere del Partito nazionalsocialista le SS iniziarono una massiccia espansione: a marzo 1933 contavano 52.000 membri, a dicembre 204.000. A questo punto Himmler ordinò un blocco delle iscrizioni alle SS, che nella sua concezione, a differenza della grande massa delle SA, dovevano essere un corpo d'élite formato da un ristretto numero di elementi selezionati in base alla razza e alle convinzioni politiche.
Nell'inverno 1933/34 Himmler divenne gradualmente capo delle polizie politiche di tutti gli stati federati della Germania e provvide a integrare e subordinare alle SS la Gestapo, la polizia politica di Stato e il Sicherheitsdienst (SD), che svolgeva lo stesso ruolo della Gestapo ma all'interno dello NSDAP. In questa fase ebbe inizio la carriera di Reinhard Heydrich che lo portò a divenire, nel 1939, comandante del Reichssicherheitshauptamt (RSHA, «Ufficio centrale per la sicurezza del Reich»), un potente organismo di polizia che includeva Gestapo, SD e Kriminalpolizei.
Il 30 giugno 1934 l'ascesa delle SS ebbe un punto di svolta con la partecipazione all'eliminazione dei vertici delle SA. Hitler, appoggiato dalle SS, scatenò una sanguinosa purga – passata alla storia con il nome di «Notte dei lunghi coltelli» – contro le SA, accusate di voler assumere il potere attraverso un colpo di Stato. Tale accusa era falsa, come false erano le prove costruite da Himmler per avallare la versione di un complotto delle SA a danno del nuovo Stato nazionalsocialista. I veri motivi sono da ricercarsi nel timore di Hitler di inimicarsi la Reichswehr – unico organismo ancora in grado di contrastare la sua ascesa - che temeva l'idea delle SA di trasformarsi in un nuovo esercito popolare nazionalsocialista.
In pochi giorni il vertice delle SA fu decapitato attraverso l'uccisione dei principali comandanti, tra i quali Röhm, portata a termine con efficienza e velocità dalle SS di Himmler. Il 20 luglio 1934 Hitler decise di premiare la fedeltà dimostrata dalle SS rendendole completamente indipendenti dalle SA che, seppur destituite di ogni potere, continuarono a esistere fino al 1945.
Il 24 settembre Himmler ricevette il permesso da Hitler di creare una nuova organizzazione all'interno delle SS unendo e potenziando gli SS Sonderkommando («Unità speciali delle SS») e i Politische Bereitschaften (PBS, «Squadroni politici di riserva»), piccoli gruppi di uomini armati delle SS che ricevevano un addestramento di tipo militare in vista di eventuali disordini civili o di una controrivoluzione. La nuova organizzazione, che assunse il nome di SS-Verfügungstruppe (SS-VT, primo nucleo delle Waffen-SS), era una forza militare indipendente che in caso di guerra sarebbe passata sotto il controllo della Wehrmacht ma che in tempo di pace era comandata esclusivamente da Himmler per compiti di sicurezza interna e rispondeva unicamente a Hitler.
La creazione delle SS-VT e la contemporanea formazione di unità speciali per il servizio di guardia nei campi di concentramento rese necessaria una ristrutturazione delle SS per differenziare i diversi reparti e dotarli di comandi subordinati indipendenti seguendo il seguente schema:
1. Allgemeine-SS, l'ossatura di comando delle SS, tutti i reparti non combattenti che Himmler considerava le «vere» SS, ovvero l'avanguardia dello stato nazionalsocialista;
2. SS-Verfügungstruppe, che poi divennero le Waffen-SS, di cui facevano parte i reparti combattenti delle SS. Durante la guerra molti volontari stranieri confluirono nelle Waffen-SS che persero così buona parte della loro «purezza» ideologica e razziale;
3. SS-Totenkopfverbände, le unità addette alla sorveglianza presso i campi di concentramento, inizialmente comandate da Theodor Eicke. Dopo lo scoppio del conflitto molti membri in età militare delle SS-Totenkopfverbände confluirono nelle Waffen-SS e furono rimpiazzati nei lager da personale Waffen-SS più anziano, convalescente o inabile al servizio al fronte, e da volontari stranieri.

La differenziazione tra i tre comandi fu rafforzata dall'introduzione di sistemi gerarchici e di grado indipendenti. Ad esempio, un SS-Brigadeführer (brigadier generale) delle Allgemeine-SS poteva essere solamente SS-Rottenführer (caporale) delle Waffen-SS.
A dicembre 1935, a causa della lotta per il potere con le SA, Himmler espulse dalle SS circa 60.000 membri precedentemente ammessi senza verificarne in maniera approfondita la vita e la purezza razziale.
Allo scoppio del secondo conflitto mondiale le Allgemeine-SS contavano circa 485.000 uomini, di cui 180.000 appartenenti a formazioni di riserva (Reserve-Standarten). Circa 170.000 furono chiamati in servizio dalla Wehrmacht, 35.000 entrarono nelle Waffen-SS; solamente i circa 100.000 membri che servivano negli uffici centrali delle SS furono esentati dal servizio militare. Anche se numericamente le Allgemeine-SS vennero quasi a scomparire rispetto alla massa delle Waffen-SS, le posizioni di controllo organizzativo all'interno degli uffici centrali le resero nondimeno importanti.
Al termine del conflitto le SS avevano circa 840.000 uomini, dei quali solo 48.500 appartenevano alle Allgemeine-SS.
Il 30 settembre 1946 i giudici del processo di Norimberga condannarono le SS, dichiarandole un'organizzazione criminale. La sentenza sottolinea che «le SS vennero usate per scopi che erano criminali, che comprendevano: la persecuzione e lo sterminio degli ebrei, brutalità ed esecuzioni nei campi di concentramento, eccessi nell'amministrazione dei territori occupati, l'amministrazione del programma di lavoro schiavistico e il maltrattamento e assassinio di prigionieri di guerra» (IMT, 1946, Vol. XXII, p. 516, in: Höhne, 1969, p. 3). Continua dichiarando che il sospetto di crimini di guerra avrebbe coinvolto tutte le persone «che erano state ufficialmente accettate come membri delle SS... che divennero o rimasero membri dell'organizzazione sapendo che veniva usata per commettere atti dichiarati criminali dall'articolo 6 dello statuto di Londra sui crimini di guerra» (International Military Tribunal, 1947-1949, Vol. XXII, p. 517 in: Höhne, 1969, p. 3).